# Гузий, Владимир Сергеевич
Владимир Сергеевич Гузий (род. 20 марта 1987, Павловская, Краснодарский край) — российский легкоатлет, специалист по барьерному бегу и спринту. Выступал на профессиональном уровне в 2007—2016 годах, бронзовый призёр чемпионатов России, победитель и призёр ряда крупных всероссийских стартов, участник Всемирной Универсиады в Белграде. Представлял Краснодарский край. Мастер спорта России.

## Биография
Владимир Гузий родился 20 марта 1987 года в станице Павловская Краснодарского края. Начал заниматься лёгкой атлетикой в 1999 году в местной секции у тренера Александра Васильевича Чёрного, первое время выступал в многоборье.
В 2005 году, окончив школу, переехал на постоянное жительство в Краснодар, учился на спортивном факультете Кубанского государственного университета физической культуры, спорта и туризма. Проходил подготовку под руководством заслуженного тренера СССР Анатолия Михайловича Никитина.
Впервые заявил о себе на всероссийском уровне в сезоне 2007 года, когда в беге на 400 метров с барьерами выступил на молодёжном всероссийском первенстве в Туле и на взрослом чемпионате России в Туле.
В 2008 году бежал 400 метров на зимнем чемпионате России в Москве, установил свой личный рекорд в помещении — 48,10. В барьерном беге на 400 метров выиграл бронзовую медаль на Кубке Кавказа в Сочи, одержал победу на молодёжном всероссийском первенстве в Челябинске, занял шестое место на летнем чемпионате России в Казани. В Казани с командой Краснодарского края также стал бронзовым призёром в зачёте эстафеты 4 × 400 метров.
В 2009 году отметился победой на всероссийских соревнованиях в Сочи, завоевал серебряную награду на молодёжном всероссийском первенстве в Казани. Будучи студентом, представлял страну на Всемирной Универсиаде в Белграде — в беге на 400 метров с барьерами занял в финале восьмое место, тогда как в эстафете 4 × 400 метров вместе с соотечественниками показал пятый результат. Позднее финишировал седьмым на чемпионате России в Чебоксарах, взял бронзу на Кубке России в Туле. Стал бронзовым призёром в эстафете 400 + 300 + 200 + 100 метров на чемпионате России по эстафетному бегу в Сочи.
В 2010 году был третьим в барьерном беге на 400 метров на чемпионате России в Саранске и в эстафете 400 + 300 + 200 + 100 метров на чемпионате России по эстафетному бегу в Сочи.
В 2011 году был седьмым на чемпионате России в Чебоксарах, выиграл Мемориал Владимира Куца в Москве.
В 2012 году участвовал в чемпионате России в Чебоксарах, взял бронзу на Кубке России в Ерино.
В 2013 году на домашнем старте в Краснодаре превзошёл всех соперников в беге на 400 метров с барьерами и установил свой личный рекорд — 50,41. Также стал вторым на Кубке России в Ерино, седьмым на Мемориале братьев Знаменских в Жуковском. На чемпионате России в Москве показал шестой результат в барьерах и пятый результат в эстафете. На чемпионате России по эстафетному бегу в Адлере получил бронзу в эстафете 800 + 400 + 200 + 100 метров.
В 2014 году финишировал третьим на Кубке России в Ерино, выступил на чемпионате России в Казани.
В 2015 году бежал 400 метров с барьерами на Кубке России в Ерино и на чемпионате России в Чебоксарах.
В 2016 году занял девятое место на Кубке России в Жуковском и на этом завершил спортивную карьеру.